# Европско првенство у атлетици на отвореном 1946 — 400 метара препоне за мушкарце
Трка на 400 метара са препонама у мушкој конкуренцији на. 3. Европском првенству у атлетици 1946. одржана је 22. и 24. августa  на стадиону Бислет у Ослу.

## Земље учеснице
Учествовало је 10 такмичара из 7 земаља.
1. Данска (1)
2. Уједињено Краљевство (1)
3. Финска (1)
4. Француска (2)
5. Чехословачка (1)
6. Швајцарска (2)
7. Шведска (2)

## Рекорди
| Рекорди пре почетка Европског првенства 1946. | Рекорди пре почетка Европског првенства 1946. | Рекорди пре почетка Европског првенства 1946. | Рекорди пре почетка Европског првенства 1946. | Рекорди пре почетка Европског првенства 1946. |
| --------------------------------------------- | --------------------------------------------- | --------------------------------------------- | --------------------------------------------- | --------------------------------------------- |
| Светски рекорд                                | Глен Хардин Сједињене Државе                  | 50,6                                          | Стокхолм, Шведска                             | 19. јун 1936.                                 |
| Европски рекорд                               | Фрисрих Вилхем Хелинг Нацистичка Немачка      | 51,6                                          | Берлин, Немачка                               | 29. септембар 1940.                           |
| Рекорди Европских првенстава                  | Прудан Жоа, Француска                         | 53,1                                          | Париз, Француска                              | 4. септембар 1938.                            |
| Рекорди после Европског првенства 1946.       |                                               |                                               |                                               |                                               |
| Рекорди европских првенстава                  | Бертел Сторскруб Финска                       | 52,2                                          | Осло, Норвешка                                | 22. август 1946.                              |

## Освајачи медаља
|                         |                        |                     |
| Бертел Сторскруб Финска | Сикстен Ларсон Шведска | Руне Ларсон Шведска |

## Резултати

### Квалификације
Квалификације су одржане  22. август у 18.30. За финале су се квалификовала по тројица првопласираних из обе квалификационе групе. (КВ)
| Место | Група | Атлетичар         | Земља                | Резултат | Бел. |
| ----- | ----- | ----------------- | -------------------- | -------- | ---- |
| 1.    | 2     | Бертел Сторскруб  | Финска               | 54,2     | КВ   |
| 2.    | 1.    | Ив Крос           | Француска            | 54,7     | КВ   |
| 3.    | 2     | Сикстен Ларсон    | Шведска              | 54,8     | КВ   |
| 4.    | 2     | Роналд Еде        | Уједињено Краљевство | 55,3     | КВ   |
| 5.    | 2     | Жак Малубје       | Француска            | 55,3     |      |
| 6     | 2     | Вернер Ругел      | Швајцарска           | 55,5     |      |
| 7.    | 1     | Руне Ларсон       | Шведска              | 58,8     | КВ   |
| 8     | 1     | Вернер Кристијан  | Швајцарска           | 57,7     | КВ   |
| 9.    | 1     | Властимил Холечек | Чехословачка         | 58,4     |      |
| 10    | 1     | Оле Дорп Јенсен   | Данска               | 62.7     |      |

### Финале
Финале је је одржано 24. августа  у 19,50 часова.
|    | Бертел Сторскруб | Финска               | 52,2 | РЕП, НР |
|    | Сикстен Ларсон   | Шведска              | 52,4 | НР      |
|    | Руне Ларсон      | Шведска              | 52,5 |         |
| 4. | Ив Крос          | Француска            | 52,6 | НР      |
| 5. | Вернер Кристијан | Швајцарска           | 55,4 |         |
| 6. | Роналд Еде       | Уједињено Краљевство | 56,5 |         |

## Укупни биланс медаља у трци на 400 метара са препонама за мушкарце после 3. Европског првенства 1934—1946.
|    | Земља      |   |   |   |   |
| -- | ---------- | - | - | - | - |
| 1. | Финска     | 1 | 1 | 0 | 2 |
| 2. | Немачка    | 1 | 0 | 0 | 1 |
| 2. | Француска  | 1 | 0 | 0 | 1 |
| 4. | Шведска    | 0 | 1 | 2 | 3 |
| 5. | Мађарска   | 0 | 1 | 0 | 1 |
| 6, | Грчка      | 0 | 0 | 1 | 1 |
|    | Укупно {6} | 3 | 3 | 3 | 9 |

|                                       | Атлетичар                             | Земља                                 |                                       |                                       |                                       |                                       |
| Није био вишеструких освајача медаља. | Није био вишеструких освајача медаља. | Није био вишеструких освајача медаља. | Није био вишеструких освајача медаља. | Није био вишеструких освајача медаља. | Није био вишеструких освајача медаља. | Није био вишеструких освајача медаља. |
| ------------------------------------- | ------------------------------------- | ------------------------------------- | ------------------------------------- | ------------------------------------- | ------------------------------------- | ------------------------------------- |